# Трушкин, Михаил Данилович
Михаил Данилович Трушкин (род. 18 ноября 1936 года) — учёный-историк, бывший директор Литературно-мемориального музея А. К. Толстого в Красном Роге.

## Биография
Родился в 1936 году в крестьянской семье. Окончил среднюю школу в Красном Роге и после службы на флоте, в 1961 году поступил на исторический факультет Ленинградского университета, который окончил в 1965 году и работал в различных музеях Ленинграда.
В 1980 году вернулся на родину и стал работать директором музея-усадьбы А. К. Толстого в Красном Роге, который был открыт в 1967 году.

М. Д. Трушкин в Каире в 1972 году на фоне мечети Султана Хассана (слева), чуть далее мечеть Эль-Рифай и две небольшие оттоманские мечети.

## Оптимизация музея
Увлечённо и системно подойдя к делу, сумел сплотить вокруг музея многих деятельных представителей местной интеллигенции. Совместными усилиями они смогли найти произведения искусства, редкие книги и документы, а также собрать этнографическую коллекцию из быта семьи А. К. Толстого. На основе собранных материалов воссоздал музей. При музее была организована научная библиотека. Имел личное знакомство с академиком Д. С. Лихачёвым, который поддержал его инициативу в восстановлении доминанты усадьбы — Охотничьего дома.
За заслуги в деле изучения и пропаганды творчества А. К. Толстого был удостоен звания «Заслуженный работник культуры Российской Федерации», лауреата литературной премии «Серебряная лира» имени А. К. Толстого, (1997) почётными грамотами Администрации Брянской области.

## Награды
- Почётное звание «Заслуженный работник культуры Российской Федерации» (6.6.2005)[2].

## Публикации
- Встреча с родиной композитора: П. И. Чайковский об А. Толстом // Сельская новь (Почеп). — 1982. — 27 нояб.
- А. К. Толстой — драматург // Сельская новь [Почеп]. — 1984. — 1 сент.
- Наш Толстой: [К 170-летию со дня рождения] // Сельская новь (Почеп). — 1987. — 22авг.
- Неподвластный времени: [К 125-летию романа А. К. Толстого «Князь Серебряный»] // Свет Октября (Выгоничи). — 1987. — 19 сент.
- А. К. Толстой и русский театр // Свет Октября (Выгоничи). — 1988. — 22 окт.
- Иван Бунин о А. К. Толстом // Брянский рабочий. — 1991. — 7 сент.
- Средь шумного бала…: [Из истории романса на стихи А. К. Толстого] // Брянские известия. — 1994. — 25 авг.
- Красный Рог: Очерк — путеводитель по литературно — мемориальному музею А. К. Толстого «Красный Рог» — Брянск: Злата, 1998.
- А. К. Толстой и Красный Рог: к 190-летию со для рождения А. К. Толстого: [буклет] / текст М. Д. Трушкин; фото Н. С. Романова. — Брянск: Автограф, 2006. — [14] с.: ил.
- А. К. Толстой и мир русской дворянской усадьбы. — М.: Русскій Мир, 2009.
- Мой ответ филологу / М. Трушкин // Брянский рабочий. — 2010. — 21 мая (№ 35). — С.15
- «Выстроил дом каменный на диво…» О русском государственном деятеле графе Петре Васильевиче Завадовском (1739—1812) и его усадьбе Ляличи на Брянщине (недоступная ссылка) // Московский журнал. — 2011. — № 10 (250) — С.2-10.
- О важности обретения и о сохранении имени рода своего // Литературная газета. — М., 2012. — № 44 (6391). — С.13.